# Babe Ruth
George Herman Ruth (n. Baltimore, 6 de febrer de 1895 - m. Nova York, 16 d'agost de 1948), més conegut com a Babe Ruth, va ser un dels jugadors professionals de beisbol de Grans Lligues de més talent i més populars de la història. Ruth va despertar de la letargia d'aquest esport durant els seus primers anys amb els Yankees a causa de l'escàndol de jocs arreglats en la temporada del 1919. Des d'aquí va formar una llegenda al voltant de la seva persona tant dins com fora del camp: els seus nombrosos rècords, anècdotes, la seva passió per la vida nocturna, la seva desmesurada inclinació pel menjar i la beguda que li feien tenir una figura diferent, molt lluny del que avui diríem esportista, i la seva popularitat entre els nens i tants altres aspectes el van convertir en una icona del beisbol nord-americà per excel·lència.

## Infància i primers anys com a jugador

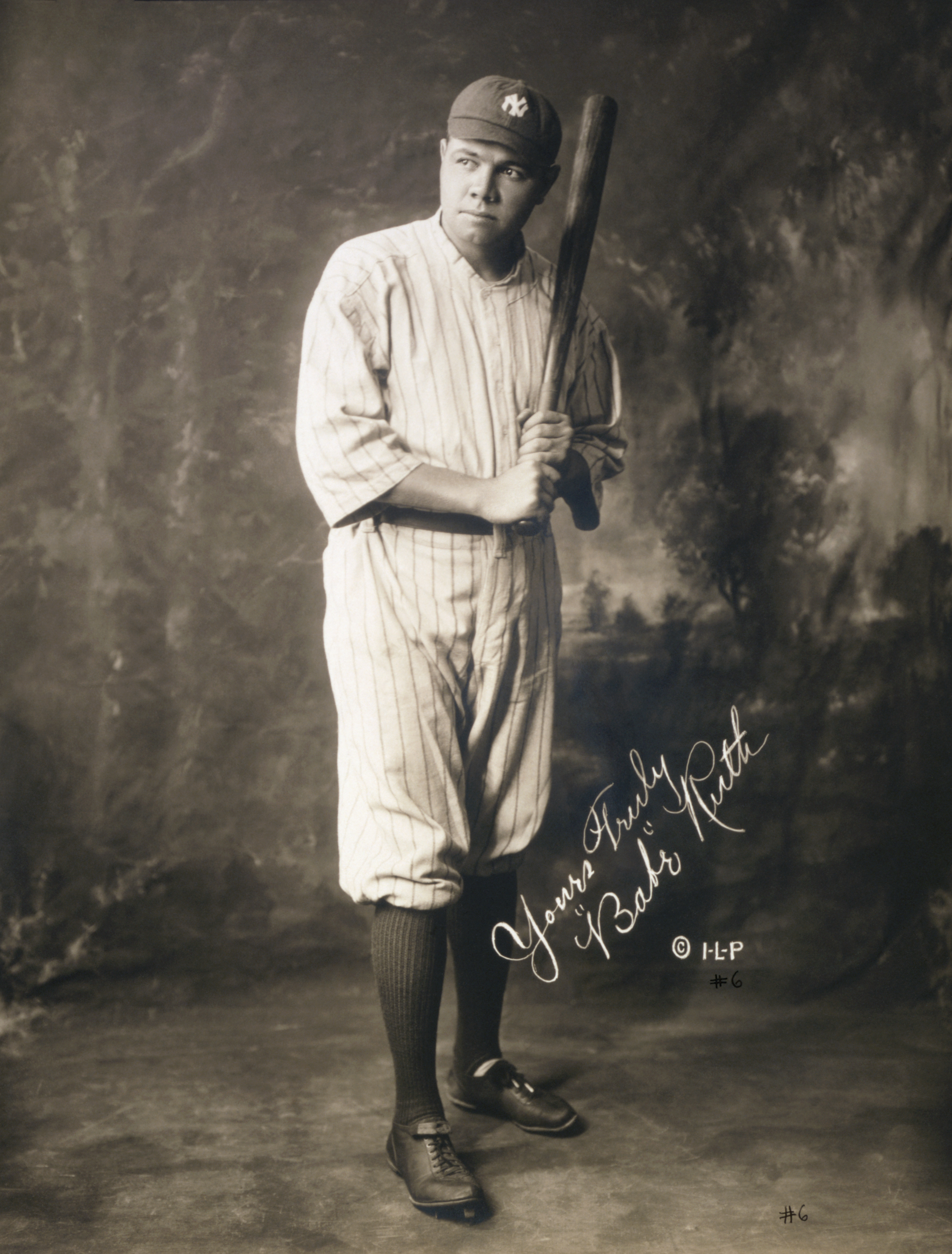
Fotografia dedicada de Babe Ruth (1920).

Els pares den George, Kate Schamberger-Ruth i George Herman Ruth Sr, van tenir vuit fills dels quals només dos van viure la infància amb normalitat. Quan era un nen, ells atenien una taverna i el deixaven sol valent-se per si mateix, pel que van decidir portar-lo, als set anys, a un orfenat i un reformatori: el St Mary's Industrial School for Boys de missioners catòlics, on el visitaven rarament. En aquest lloc era qualificat com una persona incorregible per la seva indisposició per acceptar les normes del centre.
Va ser un sacerdot anomenat Mathías qui va assumir el rol de pare den Babe, i el va canalitzar en la vida i en el beisbol.
Els seus inicis van ser com un brillant llançador. Tot just amb 19 anys, Jack Dunn, propietari dels Baltimore Orioles, va reconèixer el seu talent i el va contractar. Els piloters en veure-ho l'anomenaven com el nou  babe (bebè) de Jack Dunn, el sobrenom li va quedar. Cinc mesos amb prou feines de la seva arribada a aquest equip va ser adquirit pels Boston Red Sox.
L'any 1916, Babe va arribar a la Sèrie Mundial i va llançar el quart joc contra els Brooklyn Robins. Va cedir una carrera en el primer episodi i no va atorgar una carrera més en els catorze innings que va durar la partida. És el joc complet més llarg de la història del beisbol en una sèrie mundial.
Dos anys després va tornar al clàssic de tardor. No permetre una carrera en el primer joc, i va cedir carrera fins al vuitè episodi del joc quatre. Aquests números, al costat dels aconseguits dos anys abans, van fer un total de 29 2 / 3 innings sense permetre carrera, un rècord que va durar 43 anys.
Ja era un astre dels Red Sox quan el nou propietari Harry Frazee, va decidir traspassar-lo als New York Yankees, negociació que és per a molts la pitjor de la història de l'esport professional dels Estats Units, ja que es perfilava com un batejador de potència.

## Carrera a la Major League

### Etapa als Red Sox

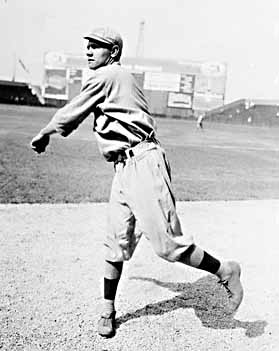
Ruth en la seva etapa com a llançador amb el Red Sox l'any 1914.

Llançant pels Red Sox el 1914, en el Comiskey Park de Chicago, Ruth va aparèixer en cinc jocs per als Red Sox el 1914, llançant en quatre d'ells. Va aconseguir la victòria en el seu debut en la Major League l'11 de juliol. Els Red Sox van tenir molts jugadors estrelles el 1914, Ruth va ser enviat aviat a la lliga menor grisos Providènia de Providence, Rhode Island per a la majoria de la temporada restant. Darrere de Ruth i Mays Carl, els Grisos van guanyar la banderola de la Lliga Internacional. Poc després de la temporada, en la qual va acabar amb un rècord de 2-1, Ruth va proposar a Helen Woodford, una cambrera a qui havia conegut a Boston. Es van casar a Ellicott City, Maryland, el 17 d'octubre de 1914.
Durant els entrenaments de primavera el 1915, es va assegurar un lloc en la rotació dels Red Sox de partida. Es va unir a un cos de llançadors que inclou Rube Foster, Leonard holandès, i Smokey Joe Wood. Va guanyar 18 partits, vuit perduts, i es va servir colpejant 315. També va batre els seus primers quatre homeruns. Els Red Sox van guanyar 101 jocs aquest any en el seu camí a la victòria en la Sèrie Mundial. Ruth no va llançar en la sèrie, i va fallar en el seu únic torn al bat.
El 1916, després d'una primavera una mica oscil·lant, es va allunyar 23-12, amb efectivitat de 1.75 i nou blanquejades, els quals va portar a la lliga. El 27 de juny, ponx a deu Filadèlfia A, una marca personal.
L'11 de juliol, va començar als dos partits d'una doble cartellera, però la gesta no era el que semblava, només va llançar un terç d'entrada al primer partit, perquè el motor d'arrencada programat, Foster, va tenir problemes per aconseguir solt. Ruth va llançar una victòria completa amb el joc a la copa.
Va tenir un èxit inusual contra Senadors de Washington el llançador estrella Walter Johnson, el va colpejar quatre vegades l'any 1916 només, per les puntuacions de 5-1, 1-0, 1-0 en 13 innings i 2-1. Johnson finalment va superar Ruth per a un extra-inning 4-3 el 12 de setembre, en els propers anys, Ruth copejaria deu homeruns de Johnson, incloent els dos únics Johnson permetria a 1918-1919. Nou blanquejades de Ruth el 1916 va establir un rècord de la Lliga Americana pels esquerrans que es mantindria sense igual fins que Ron Guidry el va empatar en l'any 1978.
Malgrat un delicte feble, afectada per la venda de Tris Speaker als indis, els Red Sox van arribar a la Sèrie Mundial. Van derrotar els Brooklyn Robins quatre jocs a un. Aquesta vegada Ruth va fer una important contribució, en llançar una entrada completa de 14 partits i la victòria en el segon partit.

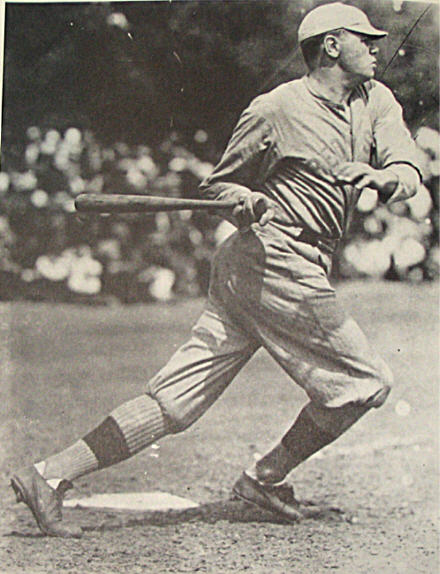
Ruth de batedor l'any 1918.

Se'n va anar 24-13 amb una efectivitat de 2.01 i sis blanquejades el 1917, i 0.325 afectats, però els Red Sox acabarien els jocs en segon lloc, nou dels Red Sox de Chicago.
El 23 de juny contra els Senadors de Washington, després d'encarrilar el primer partit, Ruth va esclatar en còlera, va ser expulsat, i va llançar un cop de puny a l'àrbitre, el que resultaria en una suspensió de deu jocs i Shore va retirar als batedors en que s'enfrontava, pel que va ser acreditat amb un joc perfecte fins a la dècada de 1990. L'esclat de Ruth va ser un exemple dels problemes d'autodisciplina que omplien a Ruth al llarg de la seva carrera, i és considerat com la principal raó (que no siguin financeres) que el llavors propietari Harry Frazee estava disposat a vendre'l als Yankees dos anys més tard.
L'esquerrà estava llançant un joc sense hits en un joc de 0-0 contra els Detroit Tigers l'11 de juliol, abans que una pilota li va rebotar del seu guant a la vuitena entrada. Boston finalment va empènyer a través d'una carrera a la novena, i Ruth es va aferrar a la seva victòria 1-0 al ponx a Ty Cobb. El 1942, Ruth va cridar a aquest joc la seva major emoció al camp.
El 1918, Ruth llançaria en 20 jocs, registrant un rècord de 13-7 amb una efectivitat de 2.22. Va ser utilitzat sobretot com a jardiner, i va colpejar una de les principals lligues once homeruns. Les seves estadístiques es van reduir una mica quan va sortir de l'equip al juliol després d'una discussió amb el mànager de Boston.
Ruth va llançar una blanquejada d'1-0 en el primer partit de la Sèrie Mundial de 1918, i després va guanyar el quart partit en el que seria la seva última aparició de la Sèrie Mundial com a llançador. Va guanyar les seves dos obertures, permetent dues carreres (dues netes) en disset entrades per a una efectivitat de 1.06. Ruth va estendre la seva Sèrie Mundial en una ratxa d'entrades consecutives sense entrada a 29 innings ⅔, un rècord que duraria fins Whitey Ford que el va trencar l'any 1961.

### Pas a la posició de batejador
L'any 1915-1917,en Ruth s'havia utilitzat en només 44 partits en què no havia llançat. Després de la temporada 1917, en què va batre el rècord dels 325, encara que amb limitada en els pals, el company de Harry Hooper va suggerir que Ruth podia ser més valuós en l'alineació com un jugador regular.
L'any 1918, ell va començar a jugar més en els jardins i llançar menys, de manera que va fer 75 cops, només les aparences. L'ex company d'equip, Tris Speaker havia especulat que la mesura que podria escurçar la cursa de Ruth, Ruth, encara que ell mateix volia colpejar més i de to menor. El 1918, Ruth va batre els 300 i va liderar la Lliga Americana en homeruns amb onze tot i tenir només 317 torns al bat, molt per sota del total d'un jugador regular.
Durant la temporada de l'any 1919, Ruth va llançar en només 17 dels seus 130 partits. També va crear el seu primer solo de la temporada rècord de homeruns aquest any amb 29 (que passa 27 Ned Williamson el 1884), incloent un homerun per guanyar el partit en un setembre "Babe Ruth Dia" de promoció. Va ser l'última temporada de Babe Ruth amb els Red Sox.

### Venda als Yankees de Nova York
El 26 de desembre de 1919, Frazee va vendre a Ruth als Ianquis de Nova York. La llegenda popular explica que Frazee va vendre a Ruth i altres diversos dels seus millors jugadors per finançar una obra de Broadway, No, No, Nanette (que, encara que en realitat no debutaria fins al 1925, va tenir origen en un joc 12 1919.) La veritat no és tan simple, com Frazee havia un altre motiu de preocupació financera: Babe Ruth.
Després de la temporada de l'any 1919, Ruth va exigir un augment a $ 20.000 (220.000 $ en termes de dòlars corrents)-doble del seu salari anterior. No obstant això, Frazee es va negar, i Ruth respondre fent saber que no jugaria fins que arribés la seva pujada, el que suggeria que podia retirar-se per dur a terme altres empreses rendibles.
Frazee finalment va perdre la paciència amb Ruth, i va decidir comerciar-lo. No obstant això, ell es va limitar efectivament a dos socis, el comerç de Chicago White Sox i els Yankees llavors moribunda. Els altres cinc clubs van rebutjar les ofertes de la mà sota la pressió de la Lliga Americana, el president Ban Johnson, que mai li va agradar Frazee i estava tractant activament de treure'l de la propietat dels Red Sox. Els White Sox va oferir Shoeless i Joe Jackson per $ 60.000 (660.000 $ en termes de dòlars actuals), però els Yankees propietaris Jacob Ruppert i Tillinghast l'Hommedieu Huston van oferir una oferta en efectiu, $ 100.000 (1.100.000 dòlars en termes de dòlars actuals).
Frazee, Ruppert i Huston ràpidament van arribar a un acord. A canvi de Ruth, el Red Sox rebria 125.000 $ ($ 1.370.000 en dòlars corrents) en efectiu i tres $ 25.000 (270.000 $ en termes de dòlars corrents) documents per pagar cada any a un interès del 6 per cent. Ruppert i Huston també van prestar a Frazee $ 300.000 (3.290.000 $ en termes de dòlars corrents), amb la hipoteca al Fenway Park com a garantia. L'acord estava supeditat a Ruth a signar un nou contracte, que va ser aprovat ràpidament, i Ruth es va convertir oficialment en la propietat dels Yankees el 26 de desembre. L'acord va ser anunciat deu dies després.
El 6 de gener del 1920, l'edició de The Boston Globe, Frazee descriu la transacció:
| « | Jo hauria preferit als jugadors a canvi de Ruth, però cap club em podria haver donat l'equivalent en els homes sense destruir en si, i el que l'acord havia de ser fet en efectiu. Cap altre club podria permetre el luxe de donar-me la quantitat que els Yankees han pagat per ell, i no m'importa dir que pensen que estan fent una aposta. Amb aquests diners el club de Boston ara pot entrar al mercat i comprar a altres jugadors i tenim un equip més fort i millor en tots els aspectes que no hauríem tingut si Ruth s'hagués quedat amb nosaltres. | » |

No obstant això, el 6 de gener de 1920 al New York Times va ser més clarivident:
| « | En el mur curt del jardí dret al Pol Grounds hauria de ser un blanc fàcil per a la temporada que ve i Ruth, jugant 77 partits a casa, no seria d'estranyar que superés el seu rècord de homeruns de Clout (circuit vint-i-nou estiu). | » |

### Etapa als Yankees

#### 1920-1925
Després de mudar-se als Yankees, es va passar a jardiner de poder d'alt impacte. En la seva carrera de quinze anys Yankee, que consta de més de 2.000 jocs, Ruth reescriu el llibre dels rècords en termes dels seus cops reeixits, mentre que fa només cinc aparicions, mostra àmpliament dispersos en el monticle, guanyant tots ells.

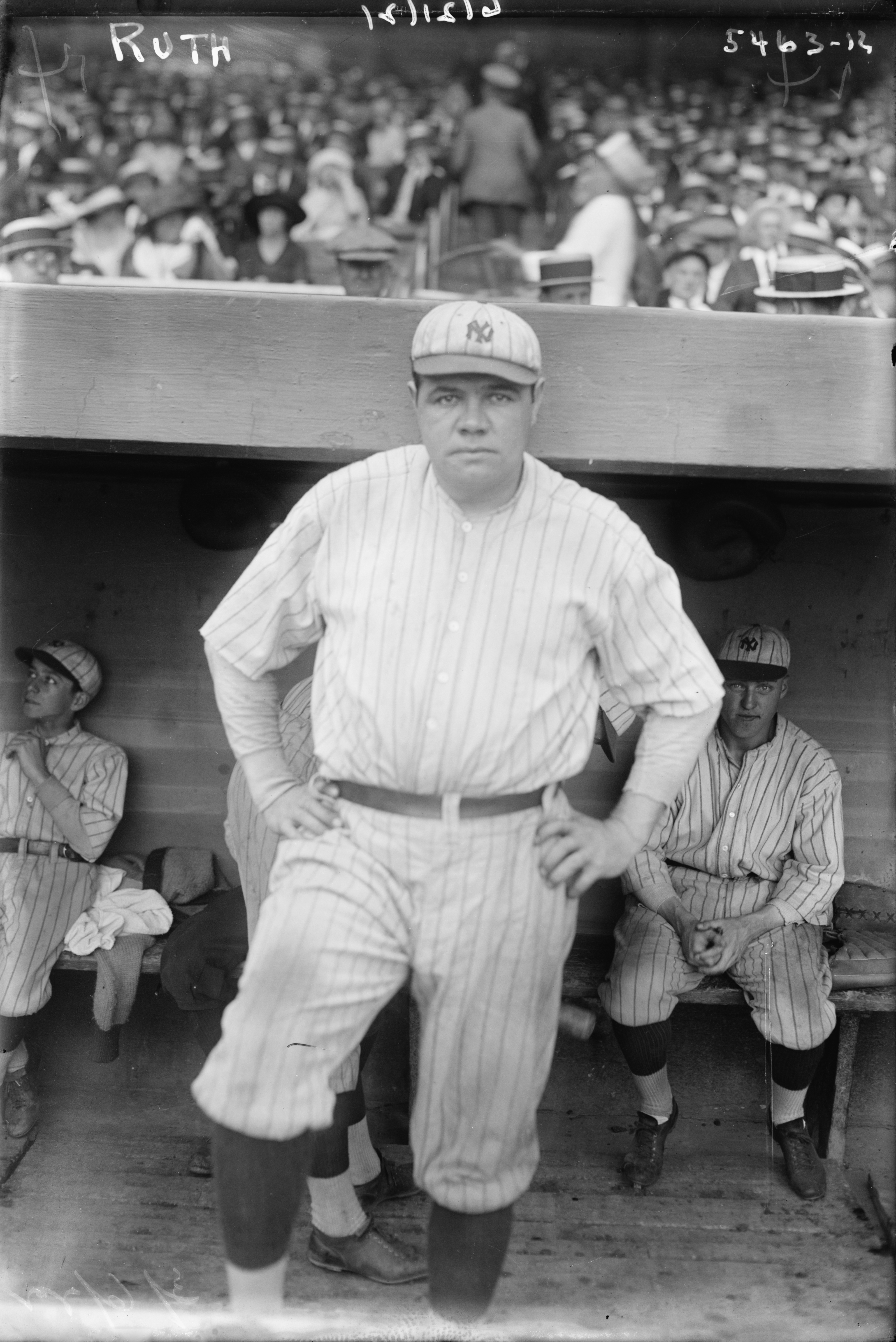
Babe Ruth l'any 1921.

El 1920, el seu primer any amb els Yankees, va batre 54 homeruns i va batre 376. La seva mitjana de slugging 847 va ser un rècord de Grans Lligues fins al 2001. A part dels Ianquis, només els Filis de Filadèlfia van aconseguir batejar més homeruns en un equip que va fer-se de Ruth com un individu únic, slugging 64 en batejador-amistós Bol Baker.
El 1921, va millorar sens dubte. El millor any de la seva carrera, arribant a 59 homeruns, batent 378 i slugging de 846 (el més alt amb 500 torns al bat en una temporada de Grans Lligues), mentre que els principals als Yankees al seu primer títol de lliga. El 18 de juliol de 1921, Babe Ruth va començar a córrer la cursa des de la casa # 139, trencant el rècord de Roger Connor, de 138 només l'any vuitè de la seva carrera. (Això no va ser reconegut en el seu moment, com a total de la carrera correcta de Connor no es va documentar amb precisió fins a la dècada de 1970. Fins i tot si el registre s'havia celebrat, hauria estat en una data anterior, com el total de Connor va ser en un temps pensava que només 131.)
El nom de Ruth es va convertir ràpidament en sinònim de córrer a casa, mentre conduïa a la transformació de l'estratègia de beisbol dels "joc intern" al "joc de poder", i per l'estil i la forma en què els venia a sobre. La seva capacitat per conduir un nombre significatiu dels seus homeruns en el rang de 450 a 500 peus i més enllà de com a resultat la durada de l'adjectiu "Ruthie", per descriure a qualsevol llar a llarg termini colpejat per a qualsevol jugador. Probablement el seu més profund cop en el joc oficial (i potser el homerun més llarg per a qualsevol jugador), es va produir el 18 de juliol, al Camp de Detroit Navin, quan en va connectar un a immediatament centre, sobre la paret de les grades llavors d'un sol pis, i la intersecció, uns 575 peus (175 m) des del home.
Tan impressionant com els números del 1921 que podia haver estat més que en les condicions actuals. El 2006 Bill Jenkinson llibre, Babe Ruth va connectar 104 jonrones, els intents d'examinar cada un dels 714 de Ruth de corre la cursa a casa, a més de diversos centenars d'unitats de temps a l'interior del parc i un "just-foul" de boles. Fins al 1931 en la Lliga Americana, les boles que va colpejar el pal del foul es consideren norma bàsica de dobles, i les boles que van anar per sobre del mur en territori fair, però el va enganxar malament. Molts camps, incloent-hi la casa de Ruth Polo Grounds, tenia camps al centre excepcionalment profundament cas que el Pol Grounds, prop de 500 peus. L'autor conclou que Ruth s'ha acreditat amb 104 homeruns l'any 1921, si les regles modernes i les dimensions del camp estaven al seu lloc. No obstant això, aquestes afirmacions ignoraven les distàncies extremes curtes per les línies del camp esquerre i dret, que van ser 279 i 258 metres respectivament. A més, l'excés peu de 21 al camp de l'esquerra interrompia sovint les boles de la mosca que d'una altra manera haurien estat capturables i es van convertir en homeruns. En qualsevol cas, Ruth va establir rècords de Grans Lligues en bases totals (457), hits d'extra base (119) i els temps a la base (379), tots els quals estan avui en dia.
Els Yankees tenien grans expectatives quan es van conèixer els Gegants de Nova York en la Sèrie Mundial de 1921, i els Yankees van guanyar els dos primers partits amb Ruth en l'alineació. No obstant això, Ruth seriosament lesionat del seu colze durant el joc 2, caient en la tercera base (que havia caminat i robat la segona i la tercera). Després del partit, li va dir el metge de l'equip per no jugar la resta de la sèrie. Tot i que va jugar en els jocs 3, 4 i 5, i el batedor emergent en el joc 8 de les millors de 9 de la sèrie, la seva productivitat havia disminuït, i els Ianquis van perdre la sèrie. Ruth en va batre 316, va remolcar cinc carreres i va colpejar a la seva primera Sèrie Mundial de homeruns. (Encara que els Yankees van guanyar el cinquè joc, Ruth es va ferir el genoll i no va tornar a la sèrie fins al vuitè joc [últim].)
L'aparició de Ruth en la Sèrie Mundial de 1921 també va donar lloc a un problema i va provocar una altra acció disciplinària. Després de la sèrie, Ruth va jugar en una gira imparable. Una norma llavors vigent prohibeix als participants de la Sèrie Mundial de jugar en partits d'exhibició durant la temporada baixa, amb el propòsit que anava a impedir als participants de la sèrie de "reclassificació" de la sèrie i mirar el seu valor. El comissionat del beisbol Kenesaw Mountain Landis va suspendre a Ruth per les primeres sis setmanes de la temporada del 1922. Landis havia fet el seu punt d'adherir a la lletra de les normes, però també va reconèixer que la regla ja no era necessària, i es va anul·lar.
Malgrat la seva suspensió, Ruth va començar la seva temporada 1922 el 20 de maig de nou als Yankees en el terreny de capità. Però cinc dies més tard, va ser expulsat d'un joc per tirar terra sobre un àrbitre, i després va pujar a la tribuna per fer front a una persona que interrompia, Ruth va ser desposseït de la capitania posteriorment. En la seva temporada escurçada, Ruth va aparèixer en 110 jocs, i va batre per 315, amb 35 homeruns i va remolcar 99 carreres, però en comparació amb les seves anteriors dues temporades dominants, la temporada de 1922 va ser una decepció per a Ruth. Tot i que en i els Ianquis van aconseguir guanyar el banderí per fer front als Gegants de Nova York per al segon any consecutiu en la Sèrie Mundial. En la sèrie, els Gegants, John McGraw va instruir als seus llançadors per llançar boles corbes, però no ho van fer. Ruth tenia tot just dos hits en disset torns al bat, i els Yankees van perdre davant els Gegants per al segon any consecutiu per 4-0 (amb un joc empatat).
El 1923, els Yankees es van traslladar des del Pol Grounds, on s'havien sotsarrendat dels Gegants, al seu nou Yankee Stadium, que ràpidament va ser anomenat "La Casa que Ruth construir". Ruth va connectar la primera casa de l'estadi on s'executaven en el camí a una victòria dels Yankees sobre els Red Sox. Ruth va acabar la temporada 1923 amb un rècord de carreres de 393 mitjana de batuda de les Grans Lligues i els principals 41 homeruns. Per tercer any consecutiu, els Yankees van quedar davant dels Gegants a la Sèrie Mundial. Recuperant-se de les seves lluites en la Sèrie Mundial els dos anys anteriors, Ruth va dominar la Sèrie Mundial de 1923. Va batre per 368, va caminar vuit vegades, van anotar vuit carreres, va connectar tres homeruns i un slugging de 1.000 en la sèrie, els Yankees van guanyar el seu primer títol de Sèrie Mundial, quatre jocs a dos.

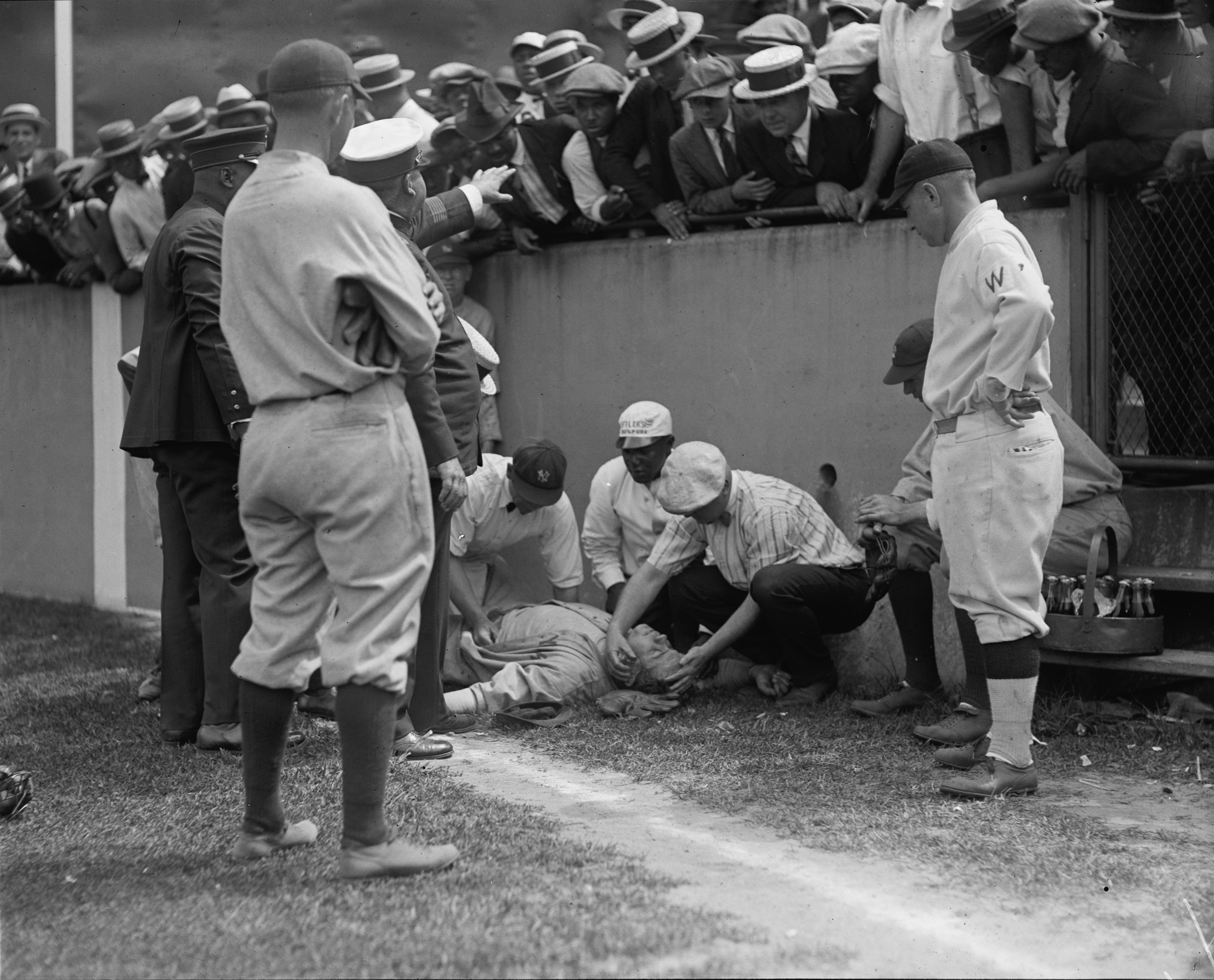
En Ruth després d'haver estat colpejat fins a quedar inconscient al xocar contra una paret al Griffith Stadium el 5 de juliol de 1924.

El 5 de juliol de 1924, en Ruth va ser colpejat fins a quedar inconscient després de xocar contra una paret durant un partit en el Griffith Stadium contra els Senadors de Washington. Malgrat el dolor evident i un os pelvià trencat, en Ruth va insistir a romandre en el joc i va connectar un doble en el seu pròxim torn al bat. En Ruth va estar a punt de guanyar la Triple Corona l'any 1924. Va batre per 378 en el seu únic títol de batuda de la Lliga Americana, va portar les Grans Lligues amb 46 homeruns i va batre 121 curses per acabar segon a 129 de Goose Goslin. A la base de Ruth el percentatge era del 0513, la quarta de cinc anys en què va superar la seva OBP de 500. No obstant això, els Yankees van acabar en segon lloc, dos jocs darrere dels Senadors de Washington, que va guanyar la Sèrie Mundial, mentre que només a Washington DC Durant aquest mateix any ho celebraven, en Ruth va servir en l'artilleria de Nova York de la Guàrdia Nacional de camp 104.
Durant els entrenaments de primavera el 1925, la malaltia d'en Ruth va ser anomenada "el mal de panxa que es va sentir a tot el món," quan un escriptor va escriure que la malaltia d'en Ruth va ser causada per haver-se excedit en els hotdogs i els refrescos abans d'un partit. Les malalties per menjar massa i l'enverinament a causa de l'alcohol (causada per licor contaminat, un important problema de salut durant la prohibició) també s'han especulat que les causes de la seva malaltia. No obstant això, la naturalesa exacta de la seva malaltia no ha estat confirmada i segueix sent un misteri. Va jugar només 98 jocs, en Ruth tenia el que seria la seva pitjor temporada com un ianqui com va acabar la temporada amb una mitjana de 290 i 25 homeruns. L'equip dels Yankees va acabar penúltim a la Lliga Americana amb una marca de 69-85, la seva última temporada amb un rècord negatiu fins al 1965.

#### 1926-1928
En Babe va rendir a un nivell molt més alt durant el 1926, batent 372 amb 47 homeruns i 146. Els Yankees van guanyar la banderola de la Lliga Americana i van avançar a la Sèrie Mundial, on van ser derrotats pels Rogers Hornsby i els Cardenals de Sant Lluís en set partits. En el joc 4, van connectar tres homeruns, la primera vegada que un jugador aconsegueix això en un joc de Sèrie Mundial. Malgrat la seva heroïcitat de batuda, que també és recordat per un error costós corregut a les bases. En Ruth tenia una reputació com un corredor bo, però massa agressiu (que comptava amb 123 bases robades, incloent-hi deu robatoris de casa, però només un percentatge del 51% de carrera). Amb dos outs a la part inferior de la novena entrada del setè joc decisiu, amb els Ianquis de final 3-2, en Ruth va intentar robar la Segona Base. No obstant això, va ser rebutjada a tres metres, acabant el partit i la sèrie. Barrow més tard va cridar a això l'únic en el terreny d'erecció Ruth mai s'ha fet en la seva carrera.
Aquesta segueix sent l'única vegada que l'últim out de la Sèrie Mundial va ser un "sorprès robament." La sèrie 1926 també va ser conegut per la promesa de Ruth a Johnny Sylvester, greument malalt als 11 anys, que anava a batre un homerun en el seu nom.
Ruth va ser el líder dels famosos Yankees el 1927, també conegut com la Fila Assassína, és causa de la força de la seva línia de batuda. L'equip va guanyar un llavors rècord de la Lliga-110 jocs, una marca per a una temporada de 154 jocs superat pels indis de Cleveland l'any 1954 (el 2001 Mariners de Seattle ja té el rècord amb 116 victòries, tot i que va jugar vuit partits més), els va prendre el banderí de la Lliga Americana per 19 partits, i van escombrar als Pirates de Pittsburgh en la Sèrie Mundial.
La carrera es va decidir des de fa molt, l'atenció del país es va dirigir a la recerca de Ruth de la seva pròpia marca de homeruns de 59. A principis de la temporada, Ruth expressar els seus dubtes sobre les seves possibilitats: 
| « | "No crec que jo pugui arribar a trencar aquest record el 1921. Per fer això, has de començar d'hora, i els llançadors no han d'estar pas per a tu .. no s'inicien d'hora, i els llançadors no hem llançat a mi en quatre temporades. tinc més boles dolentes per colpejar als altres sis homes ... i menys si són bons. | » |

En Ruth també va ser impugnat per la corona del seu toletero pel seu company de Lou Gehrig, que li va donar un cop de colze per davant del total de Ruth al mig de la temporada, provocant que els New York World-Telegram per ungir Gehrig el favorit. Però Ruth va cridar Gehrig (que acabaria amb 47), i després tenia una cama notable final de la temporada, batent 17 homeruns al setembre. El seu 60 va arribar al 30 de setembre, en la següent a l'últim dels Yankees joc. Ruth estava exultant, cridant després del partit, "Sixty, hem d'explicar", seixanta Vegem alguns que coincideixen que ets un fill de puta que...! En anys posteriors, ell donaria Gehrig una mica de crèdit:
| « | "Els llançadors van començar a llançar per a mi, perquè si em passa que encara havia de bregar amb Lou." | » |

 A més del seu rècord personal de 60 homeruns, va batre per 356 Ruth, i va remolcar 164 carreres i va tenir un slugging de 772.

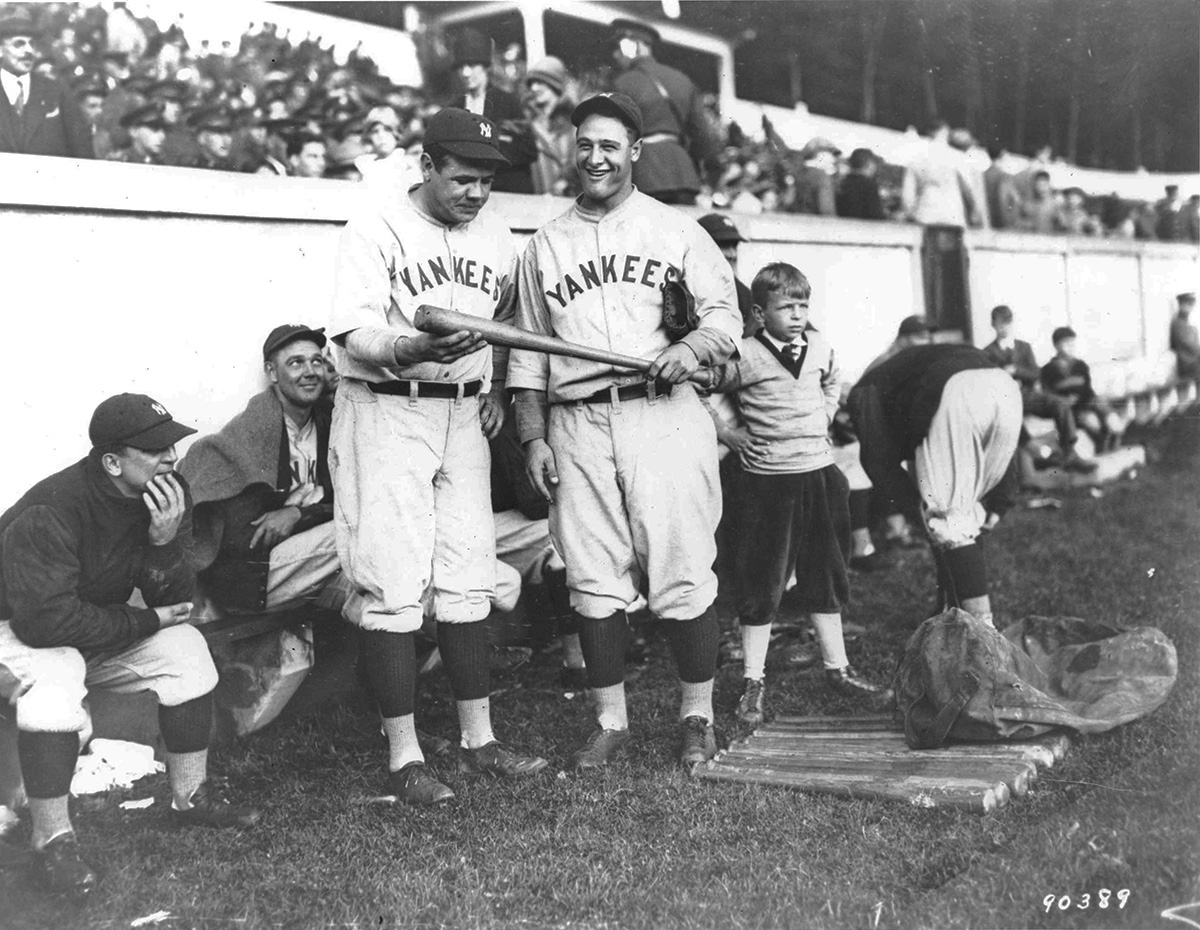
Babe Ruth i Lou Gehrig a West Point, Nova York, l'any 1927.

La següent temporada va començar bé per als Ianquis, que va liderar la Lliga Americana amb 13 partits al juliol. Però els Yankees estaven plens de sobte per algunes lesions importants, i el joc erràtic de pitcheo inconsistent no feien molt. Els Atlètics de Filadèlfia, la reconstrucció després d'alguns anys de vaques magres, esborrat de plom pels Yankees grans i fins i tot es va fer càrrec del primer lloc breument a principis de setembre. Els Ianquis, però, es va fer càrrec del primer lloc per al bé quan van vèncer els Atlètics tres de quatre partits en una sèrie crucial en el Yankee Stadium després d'aquest mes.
El joc d'en Ruth el 1928 reflecteix el rendiment del seu equip. Ell va tenir una arrencada en calent i l'1 d'agost, va tenir 42 homeruns. Això ho va posar davant del seu ritme de 60 homeruns en la campanya anterior. Però Ruth estava coixejant per un turmell mal ferit l'última part de la temporada i va batre tot just dotze homeruns en els últims dos mesos de la temporada regular. La seva mitjana de batuda també va caure a 323, molt per sota del seva mitjana de carrera. No obstant això, va acabar la temporada amb 54 homeruns, que seria la quarta (i última) vegada va batre 50 homeruns en una temporada.
Els Yankees tenien una revenja el 1928, de la Sèrie Mundial amb els Cardenals de Sant Lluís, que hi havia malestar en la sèrie l'any 1926. Els Cardenals van tenir els jugadors de base de l'equip de 1926, a excepció de Rogers Hornsby, que va ser canviat per Frankie Frisch després de la temporada 1926. En Ruth va batre per 625 (el segon de mitjana més alt en la història de la Sèrie Mundial), incloent-hi un altre atac terrestre de tres a casa (en el joc de 4), Gehrig va batre 545, i els Yankees van demolir als Cardenals en quatre partits. Els Yankees es van convertir aixíns en el primer equip de Grans Lligues per escombrar als seus oponents en la Sèrie Mundial consecutiva.

#### Disminució i final amb els Yankees
El 1929, els Yankees no van poder fer la Sèrie Mundial per primera vegada en quatre anys, i serien tres anys abans de tornar. Encara que els Yankees s'havian lliscat, En Ruth va portar o empatar en el lideratge de la lliga en homeruns per any durant el 1929-1931. En un moment durant la temporada de 1930, com un truc, Ruth va ser cridat a llançar per primera vegada des de 1921, i va llançar una victòria completa al joc. (Ell havia llançat sovint en exposicions en els anys intermedis).
També el 1929, els Yankees es van convertir en el primer equip a utilitzar nombres d'uniforme regular (els Indis de Cleveland els havien utilitzat breument el 1916). Atès que normalment Ruth va batre el tercer en l'ordre (per davant de Gehrig), se li va assignar el número 3 (a Gehrig 4). Els Yankees es va retirar el nombre de Ruth el 13 de juny de 1948, però, es va mantenir en circulació abans d'això.

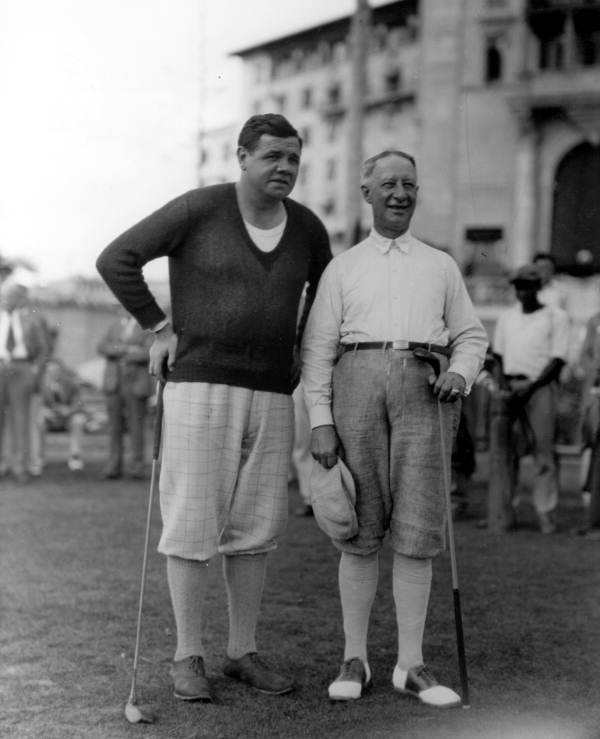
Babe Ruth i Al Smith.

El 1930, el qual no va ser un any gallardet per als Yankees, En Ruth li va preguntar a un reporter del que pensava del seu sou anual de 80.000 $ ($ 1.050.000 en termes de dòlars corrents) és més que el president Hoover 75.000 $. La seva resposta va ser: 
| « | "Ja ho sé, però has tingut un any millor que Hoover" | » |

Aquesta cita també ha estat traduïda com a "Quants homeruns li va donar l'any passat?" (Ruth havia donat suport a Al Smith en l'elecció presidencial del 1928, i desdenyat una compareixença amb el president Hoover.) Tres anys després, Ruth faria una aparició pública amb l'expresident en Stanford - USC partit de futbol.
La temporada de l'any 1932, els Yankees van fer 107-47 i van guanyar la banderola amb el mànager Joe McCarthy, amb Ruth que va batre 341, amb 41 homeruns i 137.
Els Yankees davant els Chicago Gabby Hartnett van perdre la Sèrie Mundial l'any 1932. Els Yankees van escombrar als Cadells i va batre 313 com a equip. Durant el Joc 3 de la sèrie, després que ja va fer un homerun, va colpejar Ruth el que ara es coneix com a Babe Ruth es diu tir. Durant el torn al bat, Ruth suposadament va fer un gest a la part més profunda del parc al centre del camp, la predicció d'un homerun. La pilota va viatjar més enllà de l'asta de la bandera a la dreta del marcador i va acabar a les grades temporals als afores de la paret exterior del Wrigley Field. La cantonada del jardí central era de 440 metres de distància, i en l'edat de 37 anys, Ruth tenia un homerun de seguida al centre que va ser potser un cop 490 metres. Va ser el homerun de la sèrie anterior de Ruth (i el seu hit de la sèrie anterior), i es va convertir en un dels moments llegendaris de la història del beisbol.
En Ruth es va mantenir productiu el 1933, quan va batre per 301, amb 34 homeruns, remolcats en 103, i un camina líder de la lliga 114. Elegit per jugar al primer Joc d'Estrelles, va batre el primer homerun en la història del joc el 6 de juliol de 1933, en el Comiskey Park de Chicago. Les seves dues carreres a casa va ajudar a la Lliga Americana a una victòria de 4-2 sobre la Lliga Nacional, i Ruth va fer una atrapada molt bona en el joc. Filmacions de la seva All-Star homerun del joc va revelar que Ruth de 38 anys, s'havia engreixat notablament.

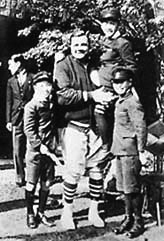
Ruth amb nens jugant a beisbol al Japó.

A finals de la temporada 1933, va ser cridat a llançar en un joc i va llançar un joc complet de la victòria, la seva última aparició com a llançador. En la seva major part, les seves aparicions Yankee llançadors (cinc en quinze anys) van ser àmpliament publicitats i intents d'augmentar l'assistència. Tot i el pitcheo mediocre als nombres, Ruth va tenir una marca de 5-0 en aquests cinc partits, elevant la marca personal de la seva carrera de 94-46.

### Venda als Braves
En aquest moment, en Ruth sabia que havia deixat poc com a jugador. El seu cor estava posat en la gestió dels Yankees, i no va amagar cap secret del seu desig de reemplaçar a McCarthy. No obstant això, Ruppert no consideraria l'abocament de McCarthy. El toletero i el director mai havien aconseguit les ambicions de gestió d'en Ruth més fredes de les seves relacions. Just abans de la temporada del 1934, en Ruppert es va oferir a fer de gerent de Ruth dels millors dels Yankees de la lliga menor de l'equip, els Ossos de Newark. No obstant això, l'esposa de Ruth, Claire Merritt Hodgson i el gerent de negocis li va aconsellar rebutjar l'oferta.
Després de la temporada de l'any 1934, els únics equips que consideraven seriosament la contractació de Ruth van ser els Atlètics de Filadèlfia i els Detroit Tigers. Un propietari / gerent de Connie Mack li va donar algun pensament a dimitir com a director en favor de Ruth, però més tard va abandonar la idea, dient que l'esposa de Ruth estaria funcionant a l'equip en un mes, si mai es va fer càrrec d'en Ruth. En Ruth estava en serioses negociacions amb els Tigres propietari de Frank Navin, però es va perdre una entrevista prevista per a finals de l'an 1934. Mentrestant, en Ruppert negociava amb altres clubs de les Grans Lligues, a la recerca d'un que comprés Ruth ja sigui com a directiu o jugador.
Els Braus de Boston propietari d'Emil Fuchs finalment va accedir a comprar en Ruth. Tot i que els Braus es van enviar equips bastant competitius en les últimes tres temporades, Fuchs s'estava enfonsant en deutes i no podia pagar el lloguer al Camp del Braus. Fuchs va pensar que Ruth era just que necessiten els Braus, tant dins com fora del camp.
Després d'una sèrie de trucades telefòniques, cartes i reunions, els Ianquis ja negociaven amb Ruth i els Braus el 26 de febrer de 1935. Es va anunciar que a més de romandre com un actor, Ruth es va convertir en president de l'equip vici i es podia consultar a totes les operacions del club. També va ser nomenat assistent del gerent dels Braus de Bill McKechnie el patró. En una llarga carta a Ruth uns dies abans de la conferència de premsa, Ruth Fuchs va prometre una participació en beneficis dels Braus, amb la possibilitat de convertir-se en co-propietari de l'equip. Fuchs també es va plantejar la possibilitat de convertir-se en director de Ruth als Braus, potser tan aviat com 1936.

## Vida personal

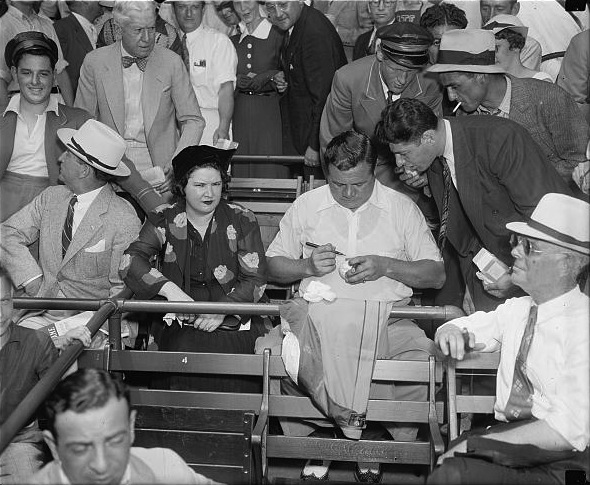
Babe Ruth firmant autògrafs l'any 1937 després de retirar-se

Ruth es va casar amb Helen Woodford, el 1914. A causa de les seves infidelitats, van ser separats segons s'informa al voltant de 1926. Helen va morir en un incendi a Watertown, Massachusetts l'11 de gener de 1929 a una casa propietat d'Edward Kinder, un dentista a qui ella havia estat vivint amb el com "la senyora Kinder". Kinder va identificar el seu cos com el de la seva esposa, i després va passar a la clandestinitat després que la veritable identitat d'Helena va ser revelada;. En Ruth havia d'aconseguir que les autoritats emetessin un nou certificat de defunció al seu nom legal, Margaret Ruth Helen Woodford.
En Ruth tenia dues filles. Dorothy Ruth va ser adoptada per Babe i Helen. Dècades més tard, ella va escriure un llibre, el meu pare, el Nen, afirmant que ella era filla biològica de Ruth per una núvia que es diu Joana Jennings.
En Ruth va adoptar a Julia Hodgson quan es va casar amb la seva mare, l'actriu i model Claire Merritt Hodgson. La Julia actualment resideix a Arizona, i va tirar el primer llançament cerimonial abans del partit final en el Yankee Stadium original el 21 de setembre de 2008.
En Ruth i la Claire viatjaven regularment per l'hivern a Florida, sovint jugant a golf durant la temporada baixa i mentre que els Yankees van ser els entrenaments de primavera a Tampa, Florida. Després de la jubilació, hi havia una casa d'hivern davant del mar en Treasure Island, Florida, prop de Sant Petersburg.

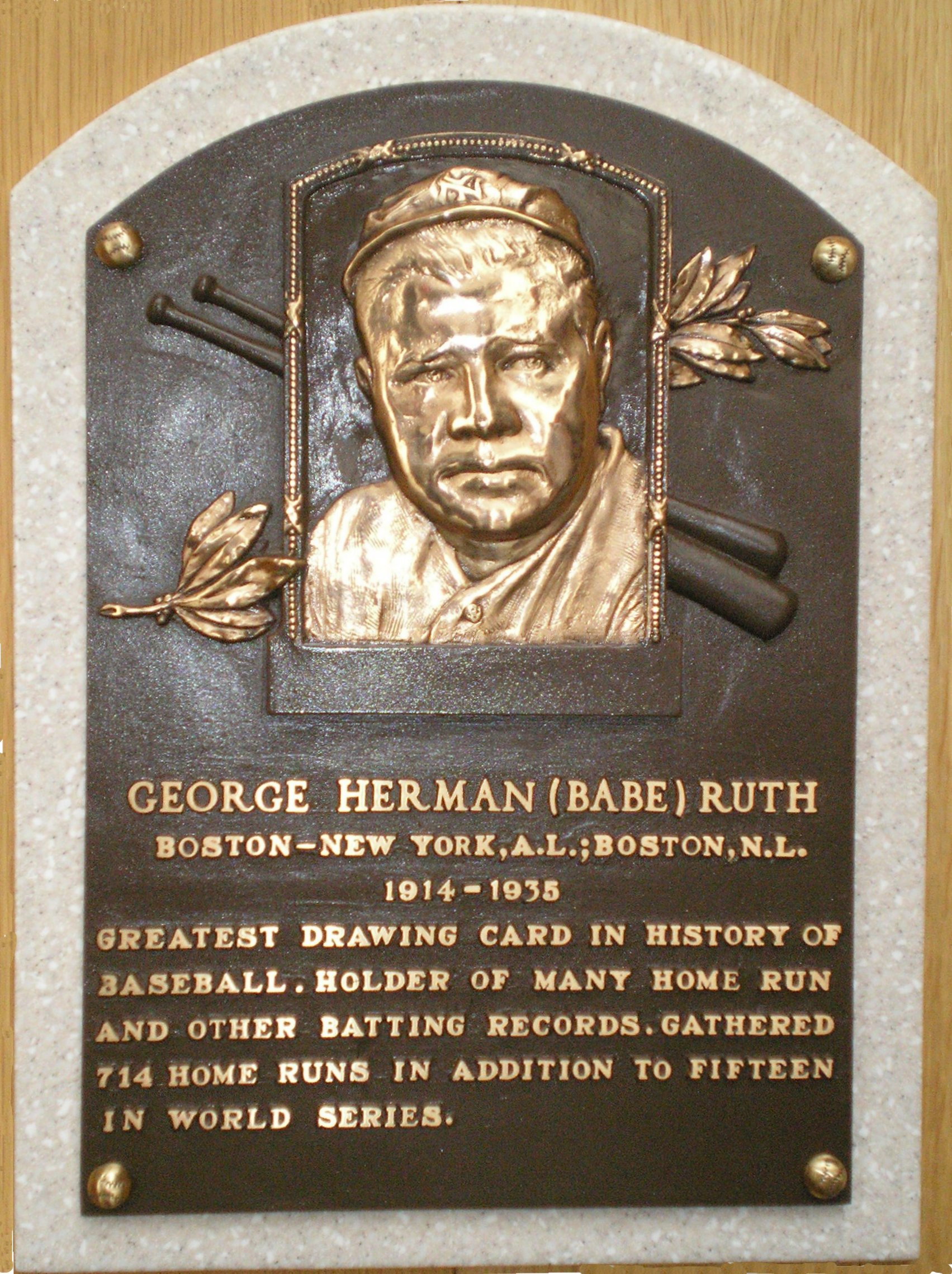
Placa de Babe Ruth al Saló de la Fama del beisbol.

## Malaltia
L'any 1946, va començar a experimentar un sever dolor en el seu ull esquerre. El novembre de 1946, una visita a l'Hospital Francès de Nova York va revelar que Ruth tenia un tumor maligne al coll que havia envoltat la seva caròtide esquerra. Que va rebre després de l'operació de la radioteràpia. Abans d'abandonar l'hospital el febrer de 1947, va perdre aproximadament 80 lliures (36 kg).
Al voltant d'aquest temps, els avenços en la quimioteràpia oferien alguna esperança. Teropterin, un derivat de l'àcid fòlic, va ser desenvolupat pel Dr Brian Hutchings, dels Laboratoris Lederle. S'havia demostrat que causava una remissió significativa dels nens amb leucèmia. Ruth es va administrar aquest fàrmac nou al juny de 1947. Patia mals de cap, ronquera i tenia dificultats per empassar. Va estar d'acord a utilitzar aquest nou medicament, però no va voler saber més detalls sobre això. Tot el temps que estava rebent aquest medicament experimental, que no sabia que era per al càncer. El 29 de juny de 1947, va començar a rebre les injeccions i ell va respondre amb una millora dramàtica. Va guanyar més de 20 lliures (9,1 kg) i van tenir la resolució dels seus mals de cap. El 6 de setembre de 1947, el seu cas va ser presentat de forma anònima en la 4a Lliurament Anual del Congrés Intern d'Investigació del Càncer a Sant Lluís. Teropterin va acabar sent un precursor de metotrexat, un agent quimioterapèutic d'ús general actualment.

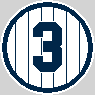
el 3 de Babe Ruth era el nombre en què va ser retirat pels Yankees de Nova York l'any 1948.

Ara se sap que Babe Ruth patia de carcinoma nasofaringi (NPCA), un tumor relativament rar en la part posterior del nas prop de la trompa d'Eustaqui. La gestió contemporània de NPCA inclou quimioteràpia i radioteràpia.
El 27 d'abril de 1947, els Yankees van celebrar una cerimònia al Yankee Stadium. Malgrat els seus problemes de salut, Ruth va poder assistir a "el dia de Babe Ruth". Ruth li va parlar a una multitud de més de 60.000, incloent-hi a molts jugadors de la Legió Americana de beisbol juvenil. Encara que no tenia un comentari específic memorables com "l'home més afortunat" Gehrig discurs, Ruth va parlar des del cor, del seu entusiasme pel joc de beisbol i en suport de la joventut en el joc. (Babe Ruth parla en el Yankee Stadium)
Més tard, Ruth va començar el Babe Ruth Foundation, una organització benèfica per a nens desfavorits. Un altre dia de Babe Ruth va celebrar al Yankee Stadium al setembre de 1947 va ajudar a recaptar diners per a la caritat.
Nat Féin és guanyador del Premi Pulitzer de fotografia de Ruth al Yankee Stadium, 13 de juny de 1948. Aquesta va ser la seva última aparició pública abans de morir dos mesos després. Abans que el càncer li afectés, Ruth van assistir a la celebració del 25 aniversari de la inauguració del Yankee Stadium el 13 de juny del 1948. Es va reunir amb vells companys de l'equip dels Yankees del 1923 i va posar per les fotografies. La foto d'en Ruth pres des del darrere, fent servir un pal com un bastó, un peu, a part dels altres jugadors, i davant de "Ruthville" (jardí dret) es va convertir en una de les fotografies més famoses i una àmplia difusió del beisbol. La foto va guanyar el premi Pulitzer.

## Anys finals
Des de la mort, l'any 1929, del mànager dels Yankees Miller Huggins, Babe desitjava dirigir l'equip. El seu desig no es va complir per la fama que implicava d'irresponsable. Aquesta va ser una de les raons per la que va signar amb els Boston Braves, ja que després de la temporada esperava prendre les regnes, però tampoc ho va aconseguir. Una altra vegada, va tenir l'esperança de fer-ho amb els Yankees i també amb els Dodgers, però una altra vegada va ser descartat. Es va retirar definitivament del beisbol l'any 1936. Per culminar la seva carrera, aquest mateix any, va ser ingressat al saló de la fama.
La seva activitat fora del camp va ser variada. Va ser portaveu del Govern dels Estats Units durant la Segona Guerra Mundial per adquirir bons, va visitar orfenats i hospitals, i va donar conferències radials.
L'any 1946 va ser-li diagnosticat un càncer a la gola. Va fer la seva última aparició davant els fans dels Yankees en un històric homenatge el 13 de juny de 1948, a 25 anys de l'obertura de l'estadi, a més, el nombre del seu uniforme (3) va ser retirat.
Va morir el 16 d'agost del 1948 als 53 anys. El seu cos va jeure davant l'entrada del Yankee Stadium durant dos dies en què 100,000 persones el van veure per última vegada.
L'any 1999, la Associated Press el va escollir com l'atleta del segle.

## Estadístiques

### Estadístiques de bateig
| Temporada | Equip | L | JJ  | VB  | CA  | H   | 2B | 3B | HR | CE  | BB  | K  | BR | OR | AVE  |
| 1914      | BOS   | A | 5   | 10  | 1   | 2   | 1  | 0  | 0  | 2   | 0   | 4  | 0  | -- | ,200 |
| 1915      | BOS   | A | 42  | 92  | 16  | 29  | 10 | 1  | 4  | 21  | 9   | 23 | 0  | -- | ,315 |
| 1916      | BOS   | A | 67  | 136 | 18  | 37  | 5  | 3  | 3  | 15  | 10  | 23 | 0  | -- | ,272 |
| 1917      | BOS   | A | 52  | 123 | 14  | 40  | 6  | 3  | 2  | 12  | 12  | 18 | 0  | -- | ,325 |
| 1918      | BOS   | A | 95  | 317 | 50  | 95  | 26 | 11 | 11 | 66  | 58  | 58 | 6  | -- | ,300 |
| 1919      | BOS   | A | 130 | 432 | 103 | 139 | 34 | 12 | 29 | 114 | 101 | 58 | 7  | -- | ,322 |
| 1920      | NYY   | A | 142 | 458 | 158 | 172 | 36 | 9  | 54 | 137 | 150 | 80 | 14 | 14 | ,376 |
| 1921      | NYY   | A | 152 | 540 | 177 | 204 | 44 | 16 | 59 | 171 | 145 | 81 | 17 | 13 | ,378 |
| 1922      | NYY   | A | 110 | 406 | 94  | 128 | 24 | 8  | 35 | 99  | 84  | 80 | 2  | 5  | ,315 |
| 1923      | NYY   | A | 152 | 522 | 151 | 205 | 45 | 13 | 41 | 131 | 170 | 93 | 17 | 21 | ,393 |
| 1924      | NYY   | A | 153 | 529 | 143 | 200 | 39 | 7  | 46 | 121 | 142 | 81 | 9  | 13 | ,378 |
| 1925      | NYY   | A | 98  | 359 | 61  | 104 | 12 | 2  | 25 | 66  | 59  | 68 | 2  | 4  | ,290 |
| 1926      | NYY   | A | 152 | 495 | 139 | 184 | 30 | 5  | 47 | 146 | 144 | 76 | 11 | 9  | ,372 |
| 1927      | NYY   | A | 151 | 540 | 158 | 192 | 29 | 8  | 60 | 164 | 137 | 89 | 7  | 6  | ,356 |
| 1928      | NYY   | A | 154 | 536 | 163 | 173 | 29 | 8  | 54 | 142 | 137 | 87 | 4  | 5  | ,323 |
| 1929      | NYY   | A | 135 | 499 | 121 | 172 | 26 | 6  | 46 | 154 | 72  | 60 | 5  | 3  | ,345 |
| 1930      | NYY   | A | 145 | 518 | 150 | 186 | 28 | 9  | 49 | 153 | 136 | 61 | 10 | 10 | ,359 |
| 1931      | NYY   | A | 145 | 534 | 149 | 199 | 31 | 3  | 46 | 163 | 128 | 51 | 5  | 4  | ,373 |
| 1932      | NYY   | A | 133 | 457 | 120 | 156 | 13 | 5  | 41 | 137 | 130 | 62 | 2  | 2  | ,341 |
| 1933      | NYY   | A | 137 | 459 | 97  | 138 | 21 | 3  | 34 | 103 | 114 | 90 | 4  | 5  | ,301 |
| 1934      | NYY   | A | 125 | 365 | 78  | 105 | 17 | 4  | 22 | 84  | 104 | 63 | 1  | 3  | ,288 |
| 1935      | BOS   | N | 28  | 72  | 13  | 13  | 0  | 0  | 6  | 12  | 20  | 24 | 0  | -- | ,181 |

| Temporades | JJ   | VB   | CA   | H    | 2B  | 3B  | HR  | CE   | BB   | K    | BR  | OR  | AVE  |
| 22         | 2503 | 8399 | 2174 | 2873 | 506 | 136 | 714 | 2213 | 2062 | 1330 | 123 | 110 | ,342 |

L: JJ: Jocs Jugats VB: Cops al Bat CA: Carreras Anotadas H: Hits 2B: Dobles 3B: Triples HR: Home Runs CE: Carreras Emputxades BB: Boletos K: Ponches BR: Bases Robades OR: Out Roban Base AVE: Average

### Estadístiques de llançament
| Temporada | Equip | L | J  | JI | JC | BL | IL    | H   | CL | BB  | K   | G  | P  | S | EFE  |
| 1914      | BOS   | A | 4  | 3  | 1  | 0  | 23.0  | 21  | 10 | 7   | 3   | 2  | 1  | 0 | 3.91 |
| 1915      | BOS   | A | 32 | 28 | 16 | 1  | 217.2 | 166 | 59 | 85  | 112 | 18 | 8  | 0 | 2.44 |
| 1916      | BOS   | A | 44 | 41 | 23 | 9  | 323.2 | 230 | 63 | 118 | 170 | 23 | 12 | 1 | 1.75 |
| 1917      | BOS   | A | 41 | 38 | 35 | 6  | 326.1 | 244 | 73 | 108 | 128 | 24 | 13 | 2 | 2.01 |
| 1918      | BOS   | A | 20 | 19 | 18 | 1  | 166.1 | 125 | 41 | 49  | 40  | 13 | 7  | 0 | 2.22 |
| 1919      | BOS   | A | 17 | 15 | 12 | 0  | 133.1 | 148 | 44 | 58  | 30  | 9  | 5  | 1 | 2.97 |
| 1920      | NYY   | A | 1  | 1  | 0  | 0  | 4.0   | 3   | 2  | 2   | 0   | 1  | 0  | 0 | 4.50 |
| 1921      | NYY   | A | 2  | 1  | 0  | 0  | 9.0   | 14  | 9  | 9   | 2   | 2  | 0  | 0 | 9.00 |
| 1930      | NYY   | A | 1  | 1  | 1  | 0  | 9.0   | 11  | 3  | 2   | 3   | 1  | 0  | 0 | 3.00 |
| 1933      | NYY   | A | 1  | 1  | 1  | 0  | 9.0   | 12  | 5  | 3   | 0   | 1  | 0  | 0 | 5.00 |

| Temporades | J   | JI  | JC  | BL | IL     | H   | CL  | BB  | K   | G  | P  | S | EFE  |
| 10         | 163 | 148 | 107 | 17 | 1221.1 | 974 | 309 | 441 | 488 | 94 | 46 | 4 | 2.28 |

L: J: Jocs JI: Jocs Iniciats JC: Jocs Tancats BL: IL: H: Hits CL: BB: Boletos K: Ponches G: Guanyats P: Perduts S: Salvats EFE: Efectivitat